# Neon (Holden)
Neon è un singolo del cantautore italiano Holden, pubblicato il 14 dicembre 2022.

## Descrizione
Il brano è scritto, composto e prodotto dallo stesso cantautore.

## Video musicale
Il visual video è stato pubblicato in concomitanza all'uscita del brano attraverso il canale YouTube del cantautore.

## Tracce
Testi e musiche di Joseph Carta.
1. Neon – 3:01